# 岡山県道316号岩熊一ノ原線
岡山県道316号岩熊一ノ原線（おかやまけんどう316ごう いわくまいちのはらせん）は、岡山県新見市を通る一般県道である。

## 概要
岡山県道・鳥取県道11号新見多里線と岡山県道・鳥取県道8号新見日南線を短絡する路線ではあるが、実態は山の中の狭い道であり、道路事情は良くない。
岩熊・一ノ原とも現在発行されている地図には掲載されていない。その上新見市神郷釜村のみを通る路線なのでどちらが起終点か判断しにくい。

### 路線データ
- 起点：岡山県新見市神郷釜村（岡山県道・鳥取県道11号新見多里線交点）
- 終点：岡山県新見市神郷釜村（岡山県道・鳥取県道8号新見日南線交点）
- 総延長：2.5 km

## 歴史
- 1960年（昭和35年）3月18日 - 岡山県告示第335号により認定される。
- 1972年（昭和47年） - 岡山県の県道番号再編（固定番号制導入）により現在の路線番号・路線名称になる。
- 2005年（平成17年）3月31日 - 新見市と阿哲郡の全4町が対等合併して改めて新見市が設置されたことに伴い全線が新見市域のみを通る路線になり、併せて起終点の地名表記が変更される。
- 2006年（平成18年）4月1日 - 県道の管理権限を岡山県から新見市へ移譲[1]。

## 地理

### 通過する自治体
- 新見市

### 交差する道路
| 交差する道路                     | 交差する場所 | 交差する場所 |
| -------------------------------- | ------------ | ------------ |
| 岡山県道・鳥取県道11号新見多里線 | 神郷釜村     | 起点         |
| 岡山県道・鳥取県道8号新見日南線  | 神郷釜村     | 終点         |

### 沿線
- JR西日本伯備線 新郷駅（終点付近）